# Mensch ärgere Dich nicht
Mensch ärgere Dich nicht («Hombre, no te enfades») es un juego de mesa muy popular en Alemania. Parecido al parchís,  parcheesi (1867), ludo (1896) y otros juegos más antiguos, como el patolli, un juego azteca que data del siglo III a. C, este juego de mesa tuvo mucho éxito al ponerse a la venta en 1914, en plena Primera Guerra Mundial. Se juega con un dado y cuatro fichas para cada uno de los jugadores (de dos a seis).

## Historia
El juego fue desarrollado a partir de 1908 por Josef Friedrich Schmidt para jugar con sus hijos y, más tarde, con amigos y vecinos. En 1914, creó la empresa Schmidt Spieleverlags, la cual, en 1920 ya había vendido un millón de copias.

## Reglas del juego
Cada jugador tiene peones de su propio color, su propio punto de partida y sus propios círculos finales. Los jugadores se turnan para tirar un dado y deben mover una de sus peones el número de puntos indicados en el dado (en el sentido de las agujas del reloj). Si sacas un 6, puedes colocar un nuevo peón en el campo y lanzar el dado nuevamente. Si luego sacas otro 6, puedes avanzar seis espacios y tirar nuevamente.
Cuando un peón cae en un círculo donde ya se encuentra un peón de uno de los oponentes, es capturado. Un peón capturado debe volver a ponerse en juego y comenzar de nuevo su ronda. Para hacerlo primero debes tirar 6 nuevamente para poder colocar el peón en el campo de juego.
Cuando llegues a la fila de los cuatro círculos finales de tu propio color con todos tus peones gañas.